# Diómedes da Trácia
Diomedes ou Diómedes (em grego: Διομήδης, significando "hábil como um deus") era um gigante, filho do deus Ares e de Cirene, uma ninfa da Tessália. Era rei de um povo de guerreiros que habitava a Trácia, às margens do Mar Negro.

## As éguas de Diómedes
Diómedes é especialmente conhecido, na mitologia grega, pelas suas quatro éguas violentas e indomáveis - Podargo, a "de pés brilhantes", Lâmpon, o "resplendor", Janto, a "amarela", e Deino, a "terrível" - que aterrorizavam toda a região, alimentando-se de carne humana. No oitavo de seus famosos trabalhos, atendendo a uma demanda de Euristeu, Héracles partiu com um grupo de voluntários para capturar as éguas. Tendo dominado os animais, foi atacado à beira da praia por Diómedes e seus guerreiros trácios. Para combatê-los, Héracles deixou as éguas aos cuidados de seu eromenos, Abdero, filho do deus Hermes. Héracles venceu a luta e prendeu Diómedes, mas Abdero foi atacado e comido pelas éguas. Em homenagem ao companheiro, Héracles fundou na costa a cidade de Abdera. Diómedes foi morto por Héracles, ou segundo algumas tradições, abandonado para ser devorado pelas própria éguas.
Héracles levou as éguas a Micenas e as entregou a Euristeu. Por um descuido dos servos de Euristeu, as éguas conseguiram fugir e se dirigiram para o norte da Tessália. Finalmente, subiram o monte Olimpo, onde acabaram devoradas pelos animais selvagens.